# Abbaye Saint-Corneille de Compiègne
L’abbaye Saint-Corneille est située à Compiègne (876-1790), à 75 km au nord de Paris, dans le pays de Valois, et s’appelle tout d’abord Sainte-Marie ou Notre-Dame. Elle est renommée par la suite Saint-Corneille et est connue également sous le nom de Saint-Cyprien.
Cette abbaye impériale et royale, fondée par un empereur, pour succéder ou être au moins la rivale de la chapelle palatine d’Aix-la-Chapelle, fut consacrée par un pape et fut le lieu de réunion de plusieurs conciles. Plusieurs Carolingiens et Robertiens comme Louis II le Bègue (877), Eudes de France (888), Louis V de France (979) et Hugues de France (1007-1025) se firent couronner ou inhumer dans ses murs.
En 987, c'est en son sein qu'une assemblée reconnut roi Hugues Capet. Mais, après 987, l'influence de l'abbaye diminua et devint presque uniquement provinciale. Toutefois, aux yeux des princes comme du peuple, elle resta, du fait de son passé et de ses précieuses reliques, une illustre abbaye royale. L'histoire de la ville de Compiègne et du Valois est étroitement liée à celle de son abbaye.
Toutefois, même quand les chanoines font place en 1150 à des moines de l’ordre de Saint-Benoît, les tensions demeurent, mais aussi les intérêts en commun. Les moines ont encore des rapports conflictuels avec les puissants seigneurs locaux et les évêques de Soissons. Les rois et les papes doivent sans cesse les protéger ou plus rarement modérer leurs ambitions. L’abbaye recèle toujours, à la Renaissance, de nombreuses reliques, des drapeaux pris à l’ennemi, et reçoit des princes et des reines. Elle a même ses huit barons fieffés. Les abbés détiennent une puissance durable dans la moyenne vallée de l’Oise et à Compiègne. Néanmoins, le régime de la commende et la réunion de sa mense à l'abbaye royale du Val-de-Grâce vont provoquer son déclin. La révolution de 1789 met fin à son histoire presque millénaire. L’abbaye royale, encore riche et célèbre, Panthéon de Compiègne, est profanée, pillée et laissée à l’abandon, en 1793. Les derniers vestiges de l'abbaye seront bombardés en 1940 par l'aviation allemande.

## Naissance et apogée de l'abbaye

### La fondation de l’abbaye Notre-Dame de Carlopolis (876)
Pépin le Bref rassemble un concile à Compiègne en 757. Ce prince fait placer dans la chapelle du palais le premier orgue connu en France, un cadeau de Constantin V, l’empereur d'Orient. Compendium a déjà une importance considérable en Francie occidentale dès avant la mort de Clotaire en cette ville, en 561.
Charles II le Chauve établit progressivement à Compiègne le siège principal de son autorité royale, puis impériale. Mais on ne peut en rien parler de véritable capitale. Le pouvoir n'est en rien centralisé et Verberie et Compiègne ne sont juste que deux palais parmi tant d'autres. Sacré empereur à Rome, à la Noël 875, Charles fonde en 876 l’abbaye Notre-Dame de Carlopole, SS. Cornelius et Cyprianus Compendiens, ou Compendiense Monasterium, qu'il établit à l'emplacement de l'ancien palais mérovingien, tandis que lui-même se fait construire un nouveau palais situé vers l'Oise, auquel l'abbaye sert de chapelle impériale. Il s'inspire fortement du modèle de palais de son grand-père Charlemagne, à Aix-la-Chapelle. Carlopolis est la capitale de l’Empire. Le regroupement des différents bâtiments est nécessaire à l'exercice du pouvoir et à la vie d'une cour (dont l’aula pour la réception, des bâtiments d'habitation, et une chapelle pour que l'empereur et sa cour assistent à l'office divin et puisse légitimer son pouvoir spirituel et abriter son futur tombeau).
La papauté, pendant cette courte période, joue un rôle assez important au sein de l'Empire, mais certes en rien comparable à sa toute-puissance à partir du XIe siècle. Il faut qu’en 877, soixante-douze évêques se réunissent à Compiègne et que le pape Jean VIII préside cette assemblée, pour que soit consacrée l'église de Saint-Corneille. Charles II le Chauve est surnommé le chauve, non en raison d’une calvitie, mais parce que ce 5 mai 877, jour de la consécration de la collégiale Sainte-Marie, future abbaye Saint-Corneille, il s’est fait raser le crâne en signe de soumission à l’Église, et ce, malgré la coutume franque exigeant qu’un roi ait les cheveux longs.
Et Charles II le Chauve estime que ces grâces purement temporelles ne suffisent pas pour décorer cette église naissante. Outre le transfert de précieuses reliques, il demande au pape Jean VIII d’accorder des privilèges qui vont devenir célèbres à l'église de Compiègne.
Le premier abbé de Saint-Corneille est Hincmar (806-882), futur archevêque de Reims[réf. incomplète]. Le roi y met 100 chanoines[réf. incomplète]. Jean Scot Erigène est à la fin de sa vie, lui aussi à l’origine de cette abbaye.[évasif] Mais ce philosophe et théologien du IXe siècle, meurt en 876 au moment de sa création.
Les successeurs de Charles II le Chauve, les Carolingiens de Francie occidentale vont continuer à considérer leurs palais de Compiègne et de Verberie et cette abbaye comme les successeurs du palais d'Aix-la-Chapelle et de la chapelle palatine.

### Du temps des Carolingiens (877-987)
Le fils de Charles II le Chauve, Louis II le Bègue, est intronisé et sacré à Compiègne en 877, dans la chapelle palatine, où il est enterré deux ans plus tard, en 879.
L'abbaye prend, sous ses successeurs, une grande importance, et acquiert d'immenses richesses. La ville se bâtit à l’ombre de l’abbaye. Elle est gouvernée par des prieurs et des doyens.
Les chanoines ont le droit de battre monnaie. Charles III le Simple, roi de 898 à 922, confirme la donation que Frédérune, sa femme, avait faite à l'église de Compiègne de la moitié de la monnaie dans la ville de Cainsei, ou plutôt dans celle de Ponthion, ancien palais de nos rois. Une tour de la Monnaie est visible sur des gravures de l’abbaye et citée dans de nombreux textes à l’angle du jardin potager de la collégiale Saint-Corneille, après l’alignement des maisons des chanoines. Par ce droit à la moitié de la monnaie, il faut certainement entendre le partage des bénéfices que procure l'émission du numéraire, ou bien le droit de frapper un nombre de deniers et d'oboles égal à celui que le château met en circulation. Il n’existe pas de monnaie avec le nom de Saint-Corneille ou de quelque abbé.
L’abbaye est toutefois détruite en partie par les Vikings en 882 et des incendies en 912 et en 916 et relevée par Charles le Simple à partir de 917. L'abbaye Saint-Corneille doit donc choisir des avoués ou défenseurs. Elle se met d'abord sous la sauvegarde des comtes de Champagne, qui sont de la maison de Vermandois à cette époque et ensuite sous celle des seigneurs de Roucy.
L'ordre monastique des chanoines réguliers, dont la discipline s'était relâchée au milieu des guerres et des révolutions, appelle en 816 l'attention de Louis le Pieux (778-840). Au mois de septembre de cette année, ce monarque invite les évêques réunis à Aix-la-Chapelle à rédiger une règle pour les chanoines.
Eudes, qui est un Robertien, est élu roi des Francs et sacré le 29 février 888 en l'abbaye Saint-Corneille de Compiègne, par Gautier, archevêque de Sens.
En 978, le roi Otton II du Saint-Empire pille le palais et l'abbaye de Compiègne en représailles de l'attaque de son palais à Aix-la-Chapelle.
Le dimanche de Pentecôte, 8 juin 979, le père de Louis V, Lothaire l’associe au trône, et le fait couronner à l'abbaye Saint-Corneille de Compiègne par Adalbéron, archevêque de Reims. Louis V est inhumé en l'église de l’abbaye Saint-Corneille de Compiègne, en 987.
Les rois seront par la suite couronnés presque toujours dans des cathédrales. Compiègne n’est plus le centre de la Francie occidentale, qui est désormais situé plus au sud. Néanmoins les premiers Capétiens vont faire de multiples dons et des concessions à l’abbaye royale.

### Du temps des premiers Capétiens (987-1150)

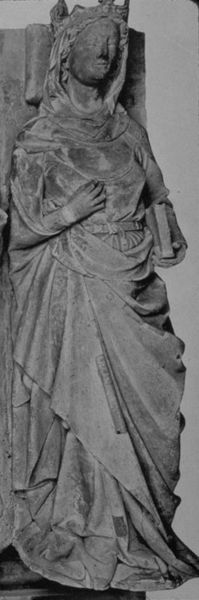
Constance d'Arles, bienfaitrice de la collégiale.

C’est dans l’abbaye que des assemblés reconnaissent roi Hugues Capet. Le changement de dynastie se joue entre trois villes, où l’abbaye est très présente et puissante : Compiègne, Senlis et Noyon. Mais si Hugues porte la cappa, il n’est pas abbé laïc de l'abbaye de Compiègne et désormais le centre de gravité de la Francie occidentale se situe entre Paris, Orléans et Reims, cette rivale qui va triompher de Compiègne.
Certes, Constance d'Arles, reine de France par son mariage avec Robert II, donne à l’abbaye un très important domaine à Verberie pour le repos de l’un de ses fils, Hugues (1007-1025), qui est sacré roi en 1017. Mais c'est un roi qui n'a pas régné qui est inhumé dans l’abbaye Saint-Corneille de Compiègne, huit ans plus tard.
Compiègne et une grande partie des biens de l’abbaye sont situés dans le minuscule domaine royal et dépendent d’un prévôt. En 1048, le roi Henri Ier de France, las des nombreuses plaintes contre les pillages des prévôts concède aux clercs de Sainte-Marie la prévôté royale de la ville de Compiègne.
Le roi Philippe Ier de France (1052-1108) convoque en 1085 un concile pour examiner les plaintes de l'évêque de Soissons Hilgod de Gometz contre les immunités de cette abbaye. Renauld Ier du Bellay, archevêque de Reims (1083-1096), métropolitain demande à dix évêques et dix-neuf abbés d’être présents. Non seulement, le roi et le métropolitain de Reims leur confirment par une charte tous leurs privilèges, mais ils leur accordent aussi le pouvoir d’empêcher toute construction de tour ou de forteresse dans leur terroir de Compiègne en 1092. Car désormais, les chanoines doivent lutter aussi contre les prétentions des grands seigneurs des environs. Philippe Ier de France, par exemple, doit exiger qu’on leur rende six métairies et doit confirmer leurs droits de voirie à Longueil et Sacy.
Sous le règne de ce souverain, Roscelin de Compiègne (1050-1120) est le chanoine de cette abbaye. C’est un philosophe scolastique français, considéré comme le fondateur du nominalisme et le maître d'Abélard. Depuis longtemps les communautés monastiques cherchent à réformer les mœurs. Deux chartes de 1110 et 1125 défendent aux clercs de l’abbaye Saint-Corneille, engagés dans les ordres sacrés d’avoir des femmes.
Louis le Gros (1081-1137), qui décédera au château de Béthisy-Saint-Pierre, dans le pays de Valois, maintient de nouveau l’abbaye en possession de droit de battre monnaie, en 1120. Une charte de Louis le Gros datant de 1118 déclare homme libre quiconque a été chanoine de Compiègne pendant cinq ans. Des membres de la familia royale entre dans l’état ecclésiastique dans cette abbaye sans consulter le roi. Et ce roi ne fait rien pour empêcher cela. Au contraire, il déclare que la ville de Compiègne a été l’objet de la prédilection des rois de France, qui y séjournèrent, à cause de la dignité de son éminent sanctuaire et sa grande fréquentation.
Dans une bulle, en 1118, le pape Calixte II expose d'abord que suivant la suite des titres de l'église de Compiègne, elle appartient singulièrement au siège de Rome, et se trouve soumise à son autorité seule. Le pape confirme tous ces privilèges, et en conséquence, il permet au chapitre de Compiègne d'excommunier ceux qui, par une entreprise téméraire, attenteraient à ses droits, et n'absoudre que ceux qui auraient réparé leurs injustices. Cette bulle défend également aux chanoines de reconnaître d'autre juge que le pape ou son légat, et il veut qu'ils demeurent exempts de toute soumission envers tous évêques et autres personnes : Liberi maneatis.
Un missel du XIIe siècle peut encore parler sans se tromper de la Major Ecclesia de Compiègne. Mais, les chanoines de Saint-Corneille oublient un peu trop l’enseignement du Christ. Les causes de leur grandeur, leurs richesses, deviennent celles de leur décadence. En effet, l'abbaye Saint-Corneille ne tarde pas à déchoir de son ancienne importance. L'abbé Suger va devoir remettre de l’ordre dans ce puissant établissement religieux.

### La réforme de Saint-Corneille (1150)
Saint-Corneille est connue également sous le nom de Saint-Cyprien. Les chanoines sont les principaux responsables de la mise en place des infrastructures urbaines à Compiègne, de la léproserie et des grands défrichements. Leur présence enrichit la ville, car ils attirent les pèlerins venant toucher les reliques. Ils accueillent les princes et obtiennent de nombreux privilèges pour les foires, ce qui enrichit considérablement les habitants de la cité.
À la suite du concile de Reims en 1148, le pape Eugène III demande au saint abbé Gossuin d'Anchin de l'abbaye Saint-Sauveur d'Anchin de réformer le monastère de Saint-Corneille et Saint-Cyprien de Compiègne qui y envoya des moines
Mais, Louis VI rappelle à nouveau aux chanoines qu’ils ne doivent pas être mariés, ni avoir de concubines, même si leurs vices aux yeux de leurs contemporains ne s’arrêtent pas là. L'abbé Suger (1080-1151), Premier ministre du roi Louis le Jeune, dit qu’« il faut remplacer le camp du diable par le camp de Dieu ». Il met en 1150 des moines bénédictins dans l'abbaye Saint-Corneille, à la place des chanoines, et change la collégiale en monastère.
Philippe de France (1125-1161), un des frères du roi, qui est chanoine et trésorier de cette abbaye, refuse de transmettre son trésor au premier abbé. Le pape Adrien IV et un autre frère du souverain, Henri de France (1121-1175), évêque de Beauvais, doivent l’exhorter à obéir. Un accord est obtenu. Il prévoit que les chanoines conservent leurs prébendes jusqu’à leur mort et l’abbaye ses biens et ses privilèges. Une bulle d'Adrien IV porte confirmation des privilèges et possessions de Saint-Corneille de Compiègne, en 1159. Le roi, qui a vu les abbés séquestrés par les chanoines et secourus par les bourgeois de Compiègne, érige en 1153 la Commune de Compiègne, pour redonner le pouvoir politique aux laïcs.
Pendant le règne de Louis le Jeune, l'abbé de cette abbaye est Eudes de Deuil. Il ne veut pas du pouvoir seigneurial usurpé par les chanoines, mais doit batailler ferme pour récupérer le trésor de l’abbaye, mais aussi des biens de l’abbaye dont s’étaient emparés des maires, comme celui de Mesvilliers ou de Doulaincourt. Eudes de Deuil doit faire face à une quasi-absence de dons et affronter les évêques de Soissons.
Ses successeurs sont pendant longtemps tirés de l'abbaye Saint-Denis. Ensuite, on les choisit entre les religieux de l'abbaye même. Certains d'entre eux sont des membres de la maison d'Estrées, d'autres de celle de Châtillon-sur-Marne.
Les bénédictins font prospérer l'abbaye.
Les abbés dépendent directement du pape. En 1160, une bulle pontificale d'Alexandre III institue l'abbé de Saint-Corneille de Compiègne juge des ecclésiastiques de la ville. En même temps, par une autre bulle pontificale, ce pape impose certaines obligations aux anciens chanoines de Compiègne. Une troisième bulle d'Alexandre III confirme aux religieux de Compiègne tout ce qu'avaient possédé les chanoines, en 1163, tandis qu'une quatrième décision papale en 1165 maintient aux religieux de Saint-Corneille de Compiègne leur juridiction sur l'hôpital. Le 29 mars 1170, Alexandre III écrit à l’archevêque de Reims, Henri Ier, frère du roi de France Louis VII, pour le prier de protéger les religieux de l’abbaye Saint-Corneille de Compiègne. Ils doivent lutter contre les empiètements de leurs ennemis, les bourgeois de Compiègne, l’abbé de l'abbaye Saint-Memmie de Chalons sur Marne et enfin le seigneur de La Tournelle. Il menace les ennemis des moines d'excommunication.
L’année suivante, ce Pierre de La Tournelle, seigneur de Rollot, est accusé d'extorsion, tandis que l'abbé de Saint-Corneille est accusé de détournement. En d'autres termes, Pierre vole ses concitoyens pour son profit personnel, et l'abbé n'est pas plus clair dans cette sombre histoire.

### Sous le règne de Philippe Auguste
Philippe Auguste est très généreux avec l’abbaye. Par un acte de 1185, il lui accorde le droit de faire durer la foire annuelle de cette ville pendant quinze jours. Nous avons trois autres chartes de Philippe Auguste en faveur de Saint-Corneille de Compiègne, datant de 1186, 1187, 1189 et des lettres de 1180, de Guillaume aux Blanches Mains, archevêque de Reims, adjugeant la possession de Cuise à l'abbaye de Compiègne. Un diplôme du roi, datant de 1201, confirme les conventions faites entre l'abbaye Saint-Corneille de Compiègne et la commune de cette ville, au sujet de la place dite La Cour du Roi, située près de l'église. Les religieux s'y réservent la justice pendant les trois jours de foire de la mi-carême. La commune promet à l'abbé que les autres foires de l'année finies, elle enlèvera de la place les étaux et échoppes qui y auraient été construits, et payera à l'abbaye 100 sols parisis de prestation annuelle.
Dans une charte d’août 1201, Jean, maire de Compiègne, et toute la commune, confirment les conventions faites par-devant le roi Philippe Auguste, entre la commune et l'abbaye Saint-Corneille de Compiègne, au sujet de la place de cette ville. Cette année-là un autre concile se tient dans l’abbaye. Mais les bourgeois de Compiègne ne sont pas prêts à tout accepter. Dans une charte du maire et des jurés de Compiègne, datant de 1206, il est question d'un traité fait entre eux et les religieux de Saint-Corneille de Compiègne, relativement au droit de rivage sur l'Oise. Les bourgeois contestent ce droit, ne voulant y être tenus que pour le vin.
Avec les évêques de Soissons, les luttes pour savoir qui exercent le pouvoir sur la ville et la vallée de l'Oise continuent. Une bulle de Célestin III, pape de 1191 à 1198, confirme l'indépendance de l'abbaye à l'égard de l’évêque de Soissons. Elle ordonne que même si celui-ci, ou l'un de ses successeurs, obtenait des lettres du Saint-Siège, les religieux de Compiègne ne seront point tenus de les reconnaître pour juges. Il en résulte que les évêques de Soissons ne pourront exercer sur le monastère, ni une juridiction propre, ni une juridiction même empruntée. Sur ce fondement, le pape déclare nulle une sentence d'excommunication, prononcée par l'évêque de Soissons, contre des prêtres et des clercs soumis à la juridiction de Saint-Corneille.
La riposte de l’évêque ne se fait pas attendre ; il crée trois nouvelles paroisses. Mais son pouvoir sur ces paroisses est limité par différents jugements. Des commissaires procèdent à une enquête en 1214. C'est là qu'on voit dans un grand détail quelle est la possession des abbés et religieux de Compiègne pour l'exercice de la juridiction. Tous les témoins y reconnaissent que l'abbaye a toute la juridiction sur les clercs et sur la ville de Compiègne. Ils attestent qu'elle en est en possession publique et immémoriale, jusqu'à prononcer des interdits auxquels tous les prêtres obéissent. Ils prennent l’huile des malades, des abbés et religieux. On ne reçoit point de prédicateurs dans les paroisses que sur ordre de l'abbé. Par ces traits, et par d'autres répandus dans l'enquête, il est donc facile de juger de l'étendue de la juridiction de l'abbaye Saint-Corneille.

## Un certain déclin

### L'abbaye de Saint-Louis à la Renaissance (1226-1492)
La situation à l’intérieur de l’abbaye ne s’améliore pas. Les différents papes excommunient certains moines qui ne pensent qu'à s'enrichir, mais doivent finalement fermer les yeux. Les papes doivent même faire libérer des moines emprisonnés par les autorités locales.[réf. nécessaire] Toutefois les éternelles rivalités de pouvoir dans le Valois sont certainement plus à l’origine de ce qui est à l'époque un abus de pouvoir que les débauches de certains moines. D'ailleurs, un bref du 18 octobre 1259 du pape Alexandre IV, donne commission à l'abbé de Saint-Médard de Soissons, sur les plaintes portées par l'abbé et les religieux de Saint-Corneille de Compiègne. Il s'agit de sanctionner les maires et jurés de cette ville, qui arrêtent les clercs et les incarcèrent, au mépris et au préjudice de la juridiction de l'abbé, malgré la défense faite aux laïcs de s'arroger aucun pouvoir sur les clercs. Il enjoint aux maire et jurés de Compiègne de renoncer à ce procédé et les contraint par les censures ecclésiastiques à se renfermer dans la limite de leurs pouvoirs avec précaution de ne point comprendre l'université de la ville dans l'interdit, sans un mandat spécial de sa sainteté.
Le nouveau roi, Saint Louis (1214-1270), fait des dons importants à l’abbaye, mais le processus d'aliénation du domaine royal s'achève sous saint Louis.
Les temps changent. À Compiègne, seules la grande salle et la tour de l'ancien palais sont conservées comme siège et symbole de l'administration militaire et féodale. Les grandes assemblées doivent désormais se tenir à l'abbaye Saint-Corneille.
Saint Louis meurt. Une châsse, contenant des reliques du roi, est apportée de Paris à l’abbaye Saint-Denis. Après l'office du matin, les religieux de l'abbaye, assistés du patriarche d'Antioche, transportent l'antique châsse où se trouvent renfermés des os du saint roi. L'abbé de Saint-Corneille de Compiègne, Philippe de Châtillon est à leurs côtés.

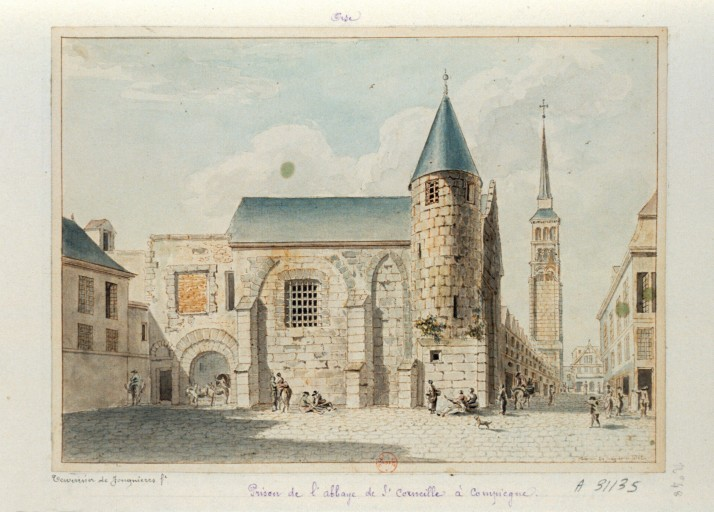
Derrière cette prison de l’abbaye, nous pouvons voir des bâtiments la tour de la monnaie et de l’abbaye (à gauche).

La succession des abbés se fait la plupart du temps après leur décès. En 1277, une procuration est donnée par le sire de Ribécourt et par le couvent de Saint-Corneille de Compiègne, à deux moines de cette abbaye, pour obtenir du roi la permission d'élire un abbé en remplacement de défunt Pierre de Braine. Cette année-là un nouveau concile se tient dans l’abbaye.
À nouveau, les relations entre les différents pouvoirs ecclésiastiques restent tendues. Une lettre circulaire du 5 juin 1283 de Pierre, abbé de Saint-Corneille et de la communauté, adressée aux prieurs, sous-prieurs, etc., de l'abbaye Saint-Médard à Soissons, auxquels il est enjoint, en vertu de la soumission immédiate de l'église de Compiègne, d'avoir à sommer l'évêque de Soissons de retirer la défense qu'il a faite aux maire et jurés de Compiègne, de remettre à l'abbé, suivant l'ancien usage, les clercs qu'ils auront fait arrêter dans la ville. Faute de quoi ledit évêque de Soissons sera suspendu par l'abbé et même excommunié s'il persiste dans sa résolution.
Les moines ont de plus en plus des conflits avec les bourgeois de Compiègne. Des lettres du roi Philippe le Hardi, de janvier 1283, desquelles il résulte que le roi ayant accordé aux abbé et religieux de Saint-Corneille de Compiègne durant une année, la levée d'un droit qu'on appelait coutume. Cette laquelle coutume est perçue jusqu'ici par les maire et jurés de ladite ville, ceux-ci en obtiennent la continuation à la charge de rendre à l'abbaye Saint-Corneille une somme pour la reconstruction d'un pont, objet pour lequel cette coutume avait été accordée aux religieux. Le roi ne veut pas au surplus que cette concession faite aux maires et aux jurés porte aucun préjudice aux droits de l'abbaye et donne un nouveau titre aux maires et aux jurés.
En mars 1292, c’est un arrêt du Parlement de Paris, interprétatif d'un autre arrêt du mois de juin 1291, en faveur des abbés et religieux du monastère de Saint-Corneille de Compiègne, contre les maire et jurés de ladite ville ; cette interprétation roule sur les articles suivants :
- sur le prix des valeurs et des objets volés ;
- sur la taille que les religieux lèvent dans la ville, sur les droits qu'ils ont d'enlever portes et fenêtres pour taille non payée ;
- sur les cours ou rues de la ville ;
- sur les acquisitions dans le tréfonds de l'abbaye, etc.

1429
Territoires contrôlés par Henri V
Territoires contrôlés par le duc de Bourgogne
Territoires contrôlés par le Dauphin Charles
Principales batailles
- Raid Anglais de 1415
- Itinéraire de Jeanne d'Arc vers Reims en 1429

En 1301 et en 1304, Robert de Courtenay-Champignelles, archevêque de Reims (1299-1324), célèbre deux conciles en cette abbaye. Guillaume de Trie, son successeur, assemble, en 1329, un autre concile à Compiègne, contre ceux qui s’opposent aux libertés des églises.
Charles V édifie vers 1370 ce qui deviendra le château de Compiègne. Il achète le terrain en 1374 aux religieux de Saint-Corneille, à qui Charles le Chauve l'avait vendu. Il fait abattre les maisons qui s'y trouvent et les travaux ne sont pas terminés lorsque Charles V meurt en 1380.
La Cour remet au parlement de Paris le jugement sur les stalles et sur la division des prévôtés et le bailli de Senlis dans une autre affaire tranche lui aussi en faveur des abbés. Il est vrai que l’abbaye est toujours l’objet de la prédilection des rois de France. D'ailleurs, quand le dauphin Jean de France (1398-1417) meurt subitement le 5 avril 1417, à l'âge de 18 ans, il est inhumé en l’église abbatiale.
Toutefois à Compiègne le choix du roi qu’il faut soutenir n’est pas évident pendant la guerre de Cent Ans. La cité est dans le territoire qui est occupé par le roi Henri V d'Angleterre. Certains Compiégnois choisissent de soutenir ce souverain et ses successeurs. C'est le cas de Jean Dacier, abbé de Saint-Corneille de Compiègne en 1431, licencié en droit, ex-aumônier du pape Martin V. En effet, au procès officiel de Jeanne d'Arc, en 1431, il se retrouve seul étranger à la province au milieu des chefs d'abbayes normandes. Mais, il n'assiste qu'à la séance du 9 mai, et n'est pas consulté sur le jugement à porter. Cela lui vaut néanmoins, quelques années plus tard, en guise de représailles, d'être dépouillé de son temporel par Charles VII. Mais, quand il meurt le 4 mai 1437, c'est après avoir assisté au concile de Bâle, comme représentant des abbés de la province rémoise.
À la fin du Moyen Âge, l’on peut encore écrire : « les institutions canoniales du nord, quelque importantes qu'elles soient, sont éclipsées par la fameuse abbaye Saint-Corneille ». La Renaissance va voir les moines conserver leurs privilèges et accueillir des rois vivants ou défunts, sans jamais retrouver leur rôle du temps des Carolingiens.

### L’abbaye à la Renaissance

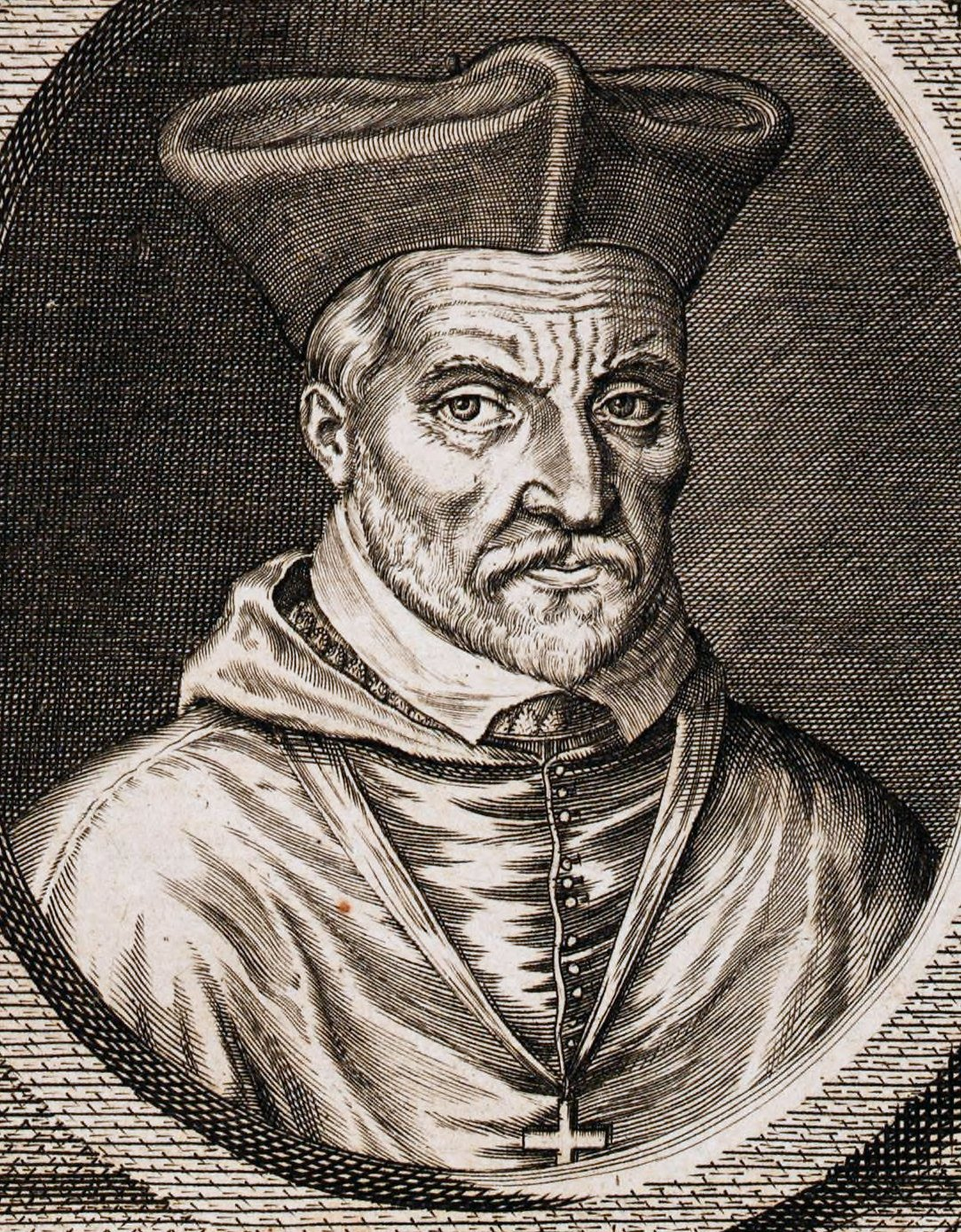
Jacques Amyot est abbé de Saint-Corneille.

Des lettres par lesquelles François Ier, à la demande des religieux de Saint-Corneille et des habitants de Compiègne, rétablit dans cette ville la foire de la Mi-Carême, en décembre 1531 donnent l’illusion d’une réconciliation entre les bourgeois et les moines. Mais les problèmes demeurent.
Les religieux au XVIe siècle, perdent le droit d'élire leurs abbés. Ils ont d'abord des cardinaux pour commendataires, puis les ecclésiastiques compiégnois sont remplacés par de grands seigneurs avides de bénéfices. C’est le funeste règne du régime de la commende.
Louis de Bourbon-Vendôme, troisième fils de François de Bourbon-Vendôme et de Marie de Luxembourg, cardinal et seigneur de Condé, en est le meilleur exemple. Et un Jacques Amyot (1513-1593), s'il n’est pas un membre de l’aristocratie, est l’ancien précepteur des fils d'Henri II. Cet évêque d'Auxerre, érudit spécialisé dans les études grecques devient abbé de Saint-Corneille, grâce à l’un de ses pupilles Charles IX. Son frère, Henri III, le fait nommer grand aumônier en 1561.
Le roi Henri III doit renoncer à tenir à Compiègne les états généraux de 1576, mais c'est à Saint-Corneille que son corps est transporté pour y être inhumé après son assassinat en 1589.
Quand les ligueurs sont battus à Senlis par les Compiégnois, ceux-ci ramènent les drapeaux des vaincus à l’abbaye. Au siècle suivant, les derniers Capétiens vont confier l’abbaye aux bénédictins de la congrégation de Saint-Maur et réunir en 1658 sa mense à celle de l'abbaye royale du Val-de-Grâce à Paris.

### La congrégation de Saint-Maur (1626)
Les bénédictins de la congrégation de Saint-Maur occupent l'abbaye Saint-Corneille depuis l'an 1626. Parmi les membres de la congrégation de Saint-Maur, un Compiégnois, Dom Pierre Coustant (1654-1721), est l’auteur d'une étude complète des lettres des papes Clément Ier à Innocent III et meurt à l’abbaye de Saint-Germain-des-Prés, le 18 octobre 1721, abbaye dont il était devenu le doyen.

### La fin du titre abbatial (1658)

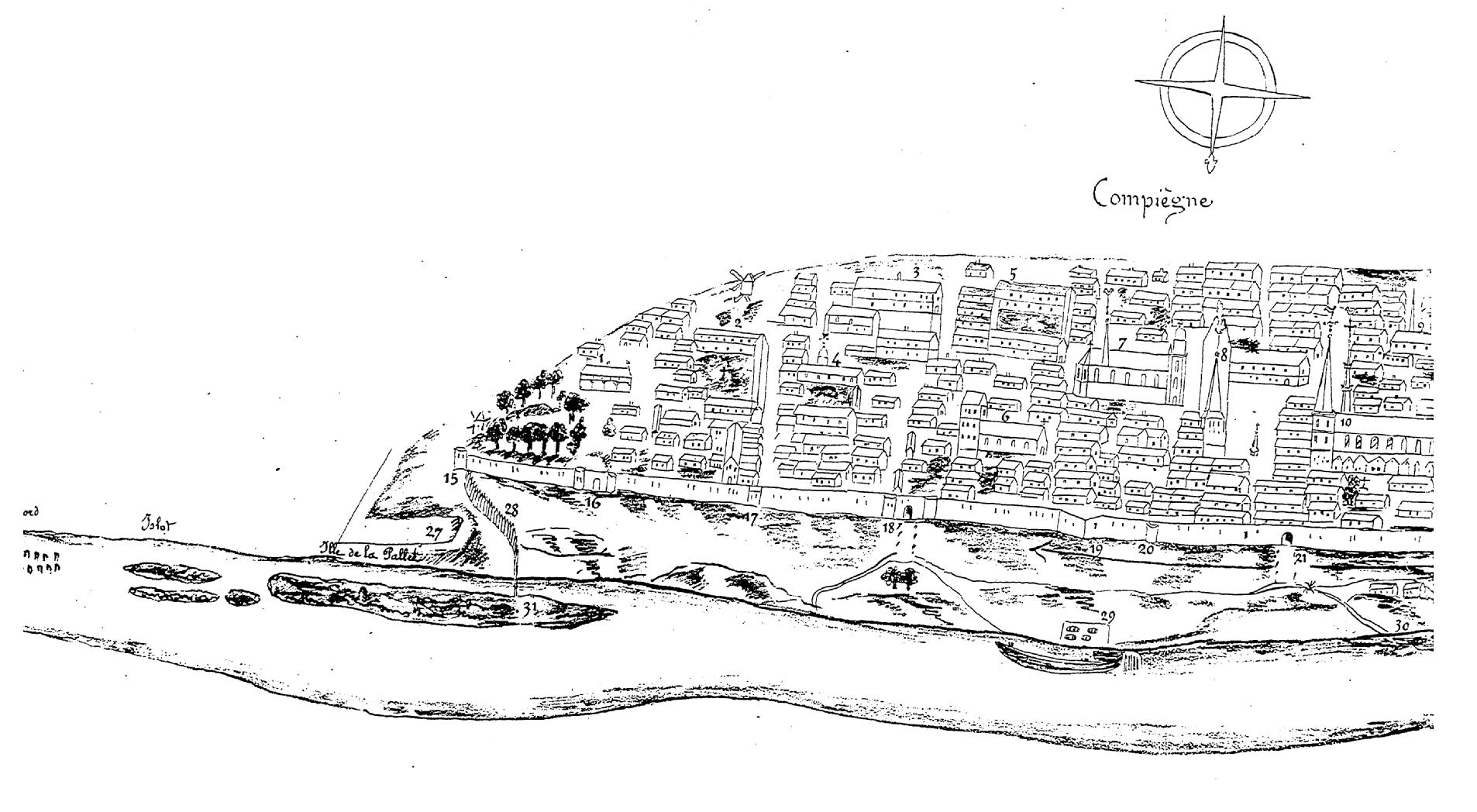
Plan de Compiègne en 1671. Le couvent des Carmélites ayant juste derrière le moulin de la Porte-Chapelle (2) ; le château (3) ; le collège des Jésuites (4) ; le couvent des Filles de la Congrégation de Notre-Dame (5) ; l’église Saint-Pierre des Minimes (6) ; l’église Saint-Jacques (7) ; l’hôtel de ville (8) ; Saint-Jean (9) ; Saint-Corneille (10) ayant devant la Cour-le-Roi ; les Cordeliers (11) ; Saint-Nicolas (12) ; Saint-Antoine (13) ; Saint-Jacques (14).

En 1656, Simon Legras, évêque de Soissons, qui a eu l'honneur de sacrer Louis XIV en l'absence de l'archevêque de Reims, et qui vient d'être pourvu de cette abbaye, meurt. La reine Anne d'Autriche (1601-1666) fait éteindre le titre abbatial, et réunit en 1658 la mense à l'abbaye royale du Val-de-Grâce à Paris. Tout ne se passe pas très bien. Il existe un Mémoire en faveur des religieuses de l'abbaye royale du Val-de-Grâce de Paris pour réclamer leurs droits seigneuriaux dans l'abbaye Saint-Corneille de Compiègne. D. Galopin, religieux de Saint-Corneille de Compiègne et curé du Crucifix, porte plainte contre les religieuses du Val-de-Grâce, desquelles il réclame une portion congrue.
Les tensions avec les évêques de Soissons ne cessent pas du temps des religieuses. En 1674, une transaction entre un de ces évêques et l'abbaye Saint-Corneille de Compiègne touche sur la juridiction de la ville. Les prérogatives séculaires de l’abbaye sont en partie supprimées. Elle résiste toutefois et elle prend en charge le collège de Compiègne à partir de 1772. Mais, elle doit défendre ses biens même contre les officiers des eaux et forêts de la maîtrise particulière, qui outrepassent leurs droits. Il existe un Factum où les abbesses et religieuses du Val du Grâce, et les religieux de l'abbaye Saint-Corneille de Compiègne, sont demandeurs devant les tribunaux contre eux.
Néanmoins, l’oraison funèbre de monseigneur le duc d'Orléans, Philippe de France (1640-1701), frère unique de Louis XIV, est prononcée dans l'église de l'abbaye Saint-Corneille de Compiègne, en 1701, par le moine Dom Jean Thiroux. L’abbaye royale Saint-Corneille est toujours célèbre et puissante au XVIIIe siècle. Au dire du connaisseur qu’est Dom Pierre Nicolas Grenier, à la veille de la Révolution, « la bibliothèque de l’abbaye Saint-Corneille de Compiègne est encore l’une des plus riches de province en manuscrits ». C’est de la Picardie dont il parle, non de l’ensemble des provinces françaises, bien entendu… On conserve entre autres dans la bibliothèque de Saint-Corneille de Compiègne des traductions de Jules César, de Salluste et de Lucain, par un anonyme du XIVe siècle.
Lors des fêtes pour le rétablissement et la convalescence de Louis XV, en 1744, tout commence par un Te Deum solennel à l’abbaye. Une oraison funèbre de Monseigneur le Dauphin est prononcée en l'église de l'abbaye royale de Saint-Corneille de Compiègne, le 25 janvier 1766.
Au XVIIIe siècle à Compiègne, la justice civile et criminelle appartient par moitié au lieutenant du bailli de Senlis pour le roi, et au prévôt de la juridiction des dames du Val-de-Grâce de Paris, pour les droits de l'abbé de Saint-Corneille. L’un de ses prévôts est très longtemps un Compiégnois, Louis Mottet de La Motte, qui est aussi baron fieffé de Saint-Corneille et officier de la vénerie royale. Il loge au château de Compiègne, mais exerce ses pouvoirs aussi à Paris. Son beau-père, neveu de Dom Pierre Coustant est gouverneur attorney de Compiègne, mais il est également bailli général des douanes du Val-de-Grâce.
Au moment de la Révolution française, l’abbaye offre à la piété chrétienne les reliques du grand évêque de Carthage renfermées dans une splendide châsse d'argent; une tempête politique détruit l'antique abbaye et disperse les pieux trésors qu'elle possédait.

### De la profanation à la destruction de l’abbaye (1793-1822)

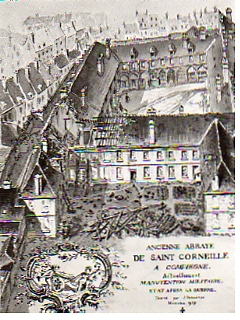
L'abbaye en ruines.

En vertu du décret des biens du clergé mis à la disposition de la Nation pris le 2 novembre 1789 par l'Assemblée nationale, l’abbaye Saint-Corneille fut déclarée bien national en 1791 en même temps que celle du Val-de-Grâce. De nombreux acquéreurs achètent les bâtiments pour en faire des entrepôts. Quelques moines quittent la ville. Les autres se cachent. Mais, les dénonciations sont très rares et l’offensive anti-catholique est le fait d’une poignée de Compiégnois, aidés par les militaires stationnés dans la ville. D'ailleurs, en mai 1793, la municipalité s’associe encore à la Fête-Dieu.
À Compiègne, le conventionnel en mission, André Dumont (1764-1838) est à l’origine de la fermeture des églises et de leur pillage, offensive à laquelle se rallie servilement les autorités locales. Il est vrai que le passage de Collot d’Herbois et Isoré s’est traduit dans le district par 72 arrestations. Parmi eux, figurent 11 ecclésiastiques, dont plusieurs anciens moines et des élus révolutionnaires modérés.
Le 10 août 1793, les sans-culottes de Compiègne envahissent l'abbaye Saint-Corneille et la pillent. Les corps des rois sont dispersés et leurs statues brûlées. Pendant cette profanation de tombes ils font connaître le même sort aux restes de seigneurs et ecclésiastiques reposant dans l’église de l’abbaye. C’est le cas aussi de ceux du prévôt et baron Louis Mottet de La Motte, grand-père d'Agathe de Rambaud qui a élevé le Dauphin de sa naissance à 1792 et père de Benoît Mottet de La Fontaine, gouverneur des Indes françaises. Assez bizarrement, un autre de ses fils, François Mottet (1728-1808), est administrateur en l'an II, puis président du district de Compiègne en nivôse an III. Il tient alors un rôle de premier plan particulièrement pendant la crise frumentaire de l'automne hiver 1794-95.
Le Premier consul signe le décret qui ordonne la destruction de l’abbaye Saint-Corneille, mais l’édifice n’est détruit qu’en 1822. Sur leur emplacement on perce une rue et on élève un magasin militaire de fourrages. Les bâtiments encore debout de l’abbaye seront presque complètement brûlés en 1940 du fait d'un bombardement de la Luftwaffe.
Des vastes bâtiments rebâtis à l'époque gothique, il ne subsiste plus que le cloître, restauré dans son état du XIVe siècle et quelques éléments de clocher et d'avant nef ; Il est possible d'apercevoir un pan de mur de l'abbaye avec deux gargouilles à partir de la place du marché aux herbes. Ces vestiges accueillent l'une des bibliothèques municipales, qui conserve dans sa réserve précieuse quelques ouvrages venant de l’abbaye.

## La vie de l’abbaye Saint-Corneille

### Richesse et puissance de l’abbaye

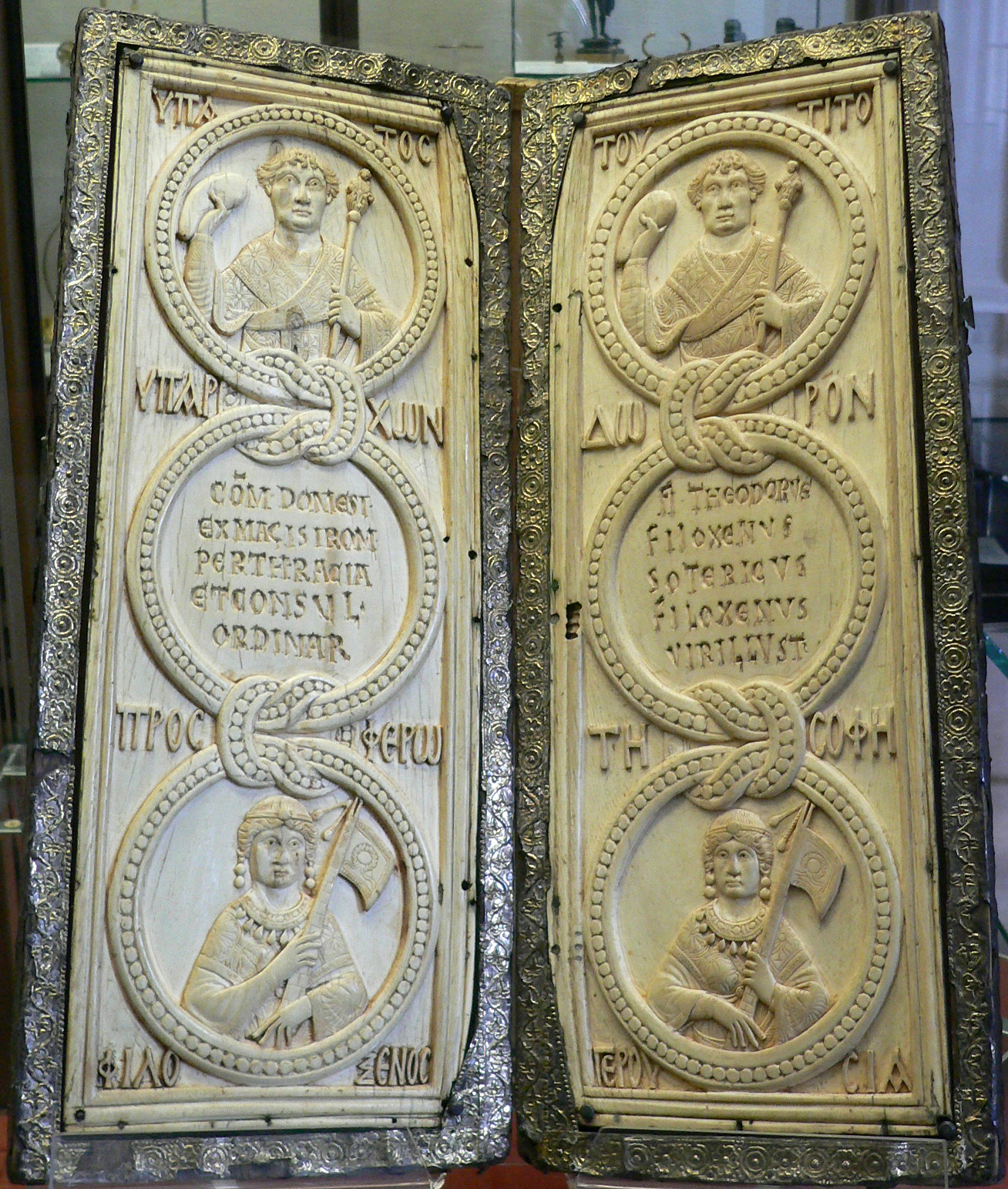
Diptyque de Theodorus Philoxenus Sotericus, consul en 525 à Constantinople, en ivoire d'éléphant, avec monture en métal doré, estampé, France, XIIIe siècle, réutilisé comme plat de reliure d'un manuscrit de l’abbaye Saint-Corneille de Compiègne.

Distinguée par l'étendue de ses possessions territoriales, l'abbaye Saint-Corneille se signale encore par la richesse des ornements et des châsses précieuses de son église. Sa juridiction est reconnue comme épiscopale et s'étend sur un grand nombre d'églises. Outre le droit de seigneurie et de justice que l'abbaye Saint-Corneille a dans la ville de Compiègne et dans la vallée de l'Oise, elle possède aussi de riches terres, des fiefs et des seigneuries. Les donations, tant en villages qu’en dîmes, se répartissent dans le Tardenois, dans le Beauvaisis, en Amiénois, en Boulonnais, en Soissonnais, en Laonnois et jusque dans les Ardennes et en Bourgogne. Mais, au fil des siècles, la plupart des biens sont aliénés par suite des guerres, ou de l'incurie des abbés, ou de l'avarice des vassaux.
L’abbaye Saint-Corneille pouvait-elle constituer une seigneurie (le fait qu’elle détenait de nombreux fiefs et des hommes liges est étranger à la question) ? À première vue, il peut sembler étrange que les nombreuses donations royales à partir de sa fondation en 877 aient eu pour effet de donner à l’abbé la qualité de vassal d’un roi de France, son suzerain. Pourtant dom Gillisson et Carolus Barré n’hésitent pas à parler de seigneurie pour Saint-Corneille, ensuite pour Saint-Clément. Le critère de la seigneurie est de bénéficier de prérogatives régaliennes. Or l’abbaye percevait un tonlieu en 917 et exerçait la prévôté et par conséquent la justice à l’intérieur de ses limites, en 1048, sans parler d’un four banal un moulin, des fourches patibulaires. La réponse peut donc être positive.

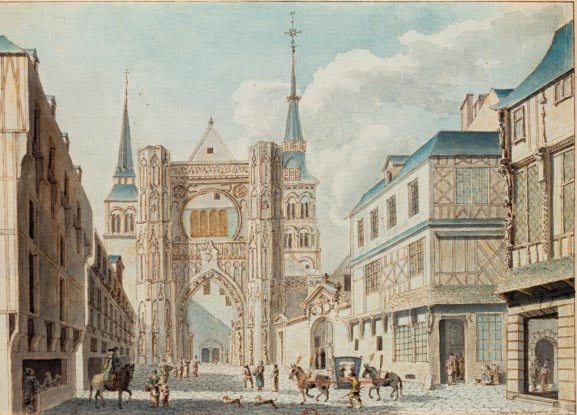
L’église de l’abbaye Saint-Corneille.

Les rois carolingiens interviennent constamment pour défendre les biens de l’abbaye Saint-Corneille de Compiègne. C’est le cas avec Louis IV dit d'Outremer, à peine couronné. Malgré cela, Rothard, évêque de Meaux, dès 936, garde des biens contestés et devient sire de Coudun. Néanmoins, la protection faible, mais constante des souverains assure aux chanoines, puis aux abbés, une puissance durable dans la moyenne vallée de l’Oise et à Compiègne.
La juridiction de l'abbé et des religieux de Saint-Corneille est solennellement confirmée en 1199, non seulement par le suffrage des juges choisis, mais encore par l'évêque de Soissons lui-même. Cette juridiction ne s'étend pas seulement sur le monastère, mais encore sur tout le territoire de Compiègne, tant pour les églises qui sont déjà bâties, que pour celles qui le seront. On n'excepte uniquement que les églises paroissiales, pour ce qui a rapport au soin des âmes. Cette transaction passée en 1199, est d'autant plus solennelle, qu'elle est confirmée en particulier par une bulle d'Innocent III (1160-1216).

### Son architecture
L’abbaye se trouve entre la future place de l’hôtel de ville, la rue des Bonnetiers et celle des Clochettes, la place du Change et la future rue de l’Étoile.
Le plan de l’église fondée par Charles le Chauve est-il octogonal, comme le décrit Jean Scot Erigène, à l’image de la chapelle palatine d’Aix-la-Chapelle ? Pour Vieillard-Troïekouroff, Charles le Simple, lors de la restauration de l’église, fait adjoindre une nef basilicale à l’octogone avec des cryptes et un atrium.
Charles le Simple ceint Saint-Corneille d’un mur et d’un fossé. Compiègne est très certainement pourvue d’un castellum dès 917.
L'abbaye est détruite ou incendiée plusieurs fois. L’abbaye Saint-Corneille brûle de nouveau en 1300, et est rebâtie cent ans après. L'architecture évolue en fonction de ces différentes reconstructions et agrandissements à des périodes différentes. Louis de Bourbon-Vendôme, abbé de Saint-Corneille, par exemple, restaure l’église et la dote d’un somptueux portail en 1516.
Du fait de ces remaniements à différentes époques, l’abbaye Saint-Corneille telle qu’elle apparaît sur les gravures n’a plus grand-chose à voir avec l’abbaye fondée par Charles le Chauve. L’art monumental carolingien, la forme typique des basiliques romaines, ne se retrouve plus dans l’Oise qu’au niveau de l’église paroissiale Notre-Dame-de-la-Basse-Œuvre de Beauvais. Pour nous faire une idée des premiers édifices, il convient d'imaginer cette église, au sein d'un ensemble de bâtiments datant de cette époque. Néanmoins on devine la magnificence de Saint-Corneille même en observant les images tardives de ses différents édifices.
« Un ancien sarcophage sert de baptistère dans l'église de Saint-Corneille de Compiègne ; on y fait depuis plusieurs bénédictions de l'eau aux veilles des fêtes de Pâques et de la Pentecôte. C'est certainement le tombeau d'un païen. Il a cinq pieds huit pouces de long dans la partie supérieure, cinq pieds quatre pouces dans la partie inférieure et trois pieds moins un pouce de large. L'intérieur a quatre pouces de moins ; ces quatre pouces forment son épaisseur dans le haut. Sa hauteur a aussi deux pouces et quelque petite chose avec, moins que sa largeur. Il est orné de cannelures en spirales qu'on nomme Gaudron. On voit par-devant et par-derrière deux têtes qui paraissent être des têtes de Mercure à cause des deux ailes qui partent du front. On ignore d'où vient ce tombeau. »

### Les reliques

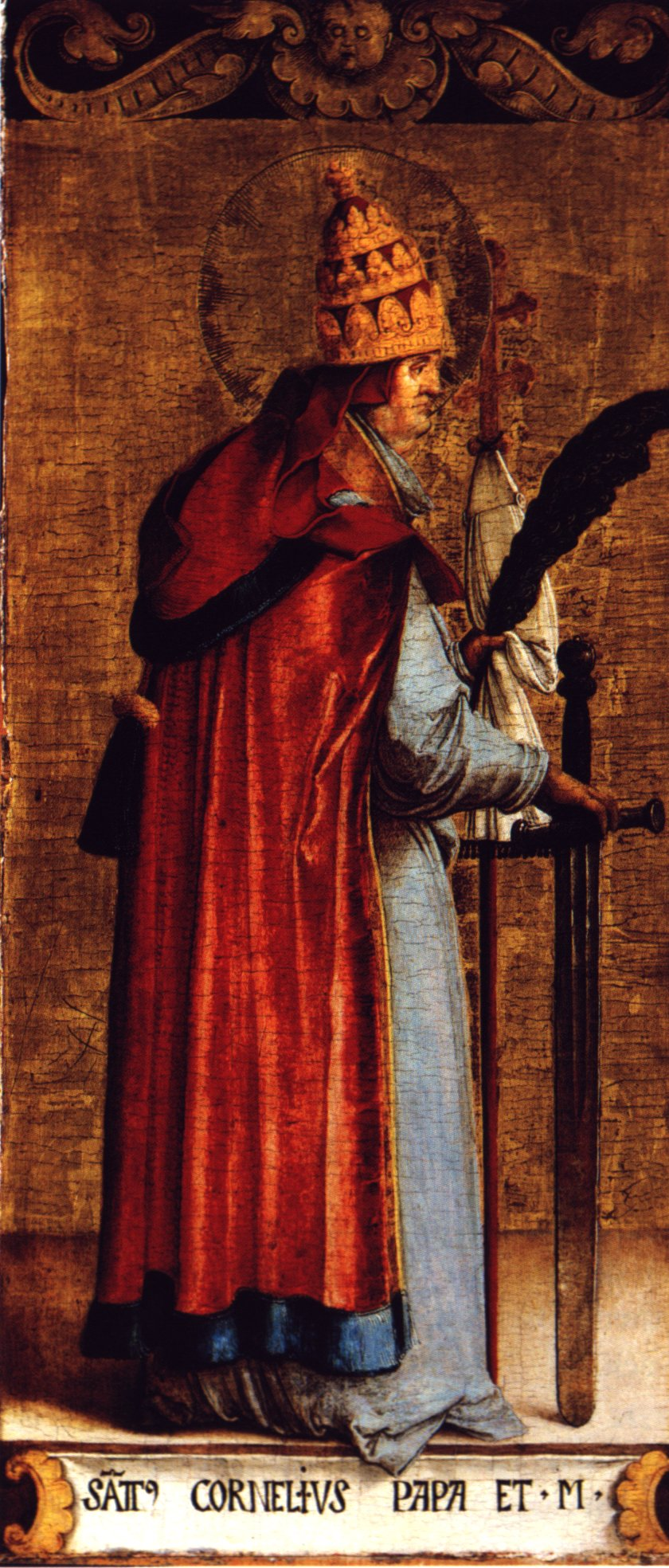
Corneille.

Selon Le Martyrologe d'Adon, Charles le Chauve fait apporter les restes de saint Cyprien, qui étaient en dépôt dans l'église de Lyon, et le corps de saint Corneille. Il fait venir aussi de la chapelle palatine d'Aix-la-Chapelle toutes les reliques et les autres présents que Charlemagne, son aïeul, y avait mis, et entre autres le Saint-Suaire de notre Seigneur.

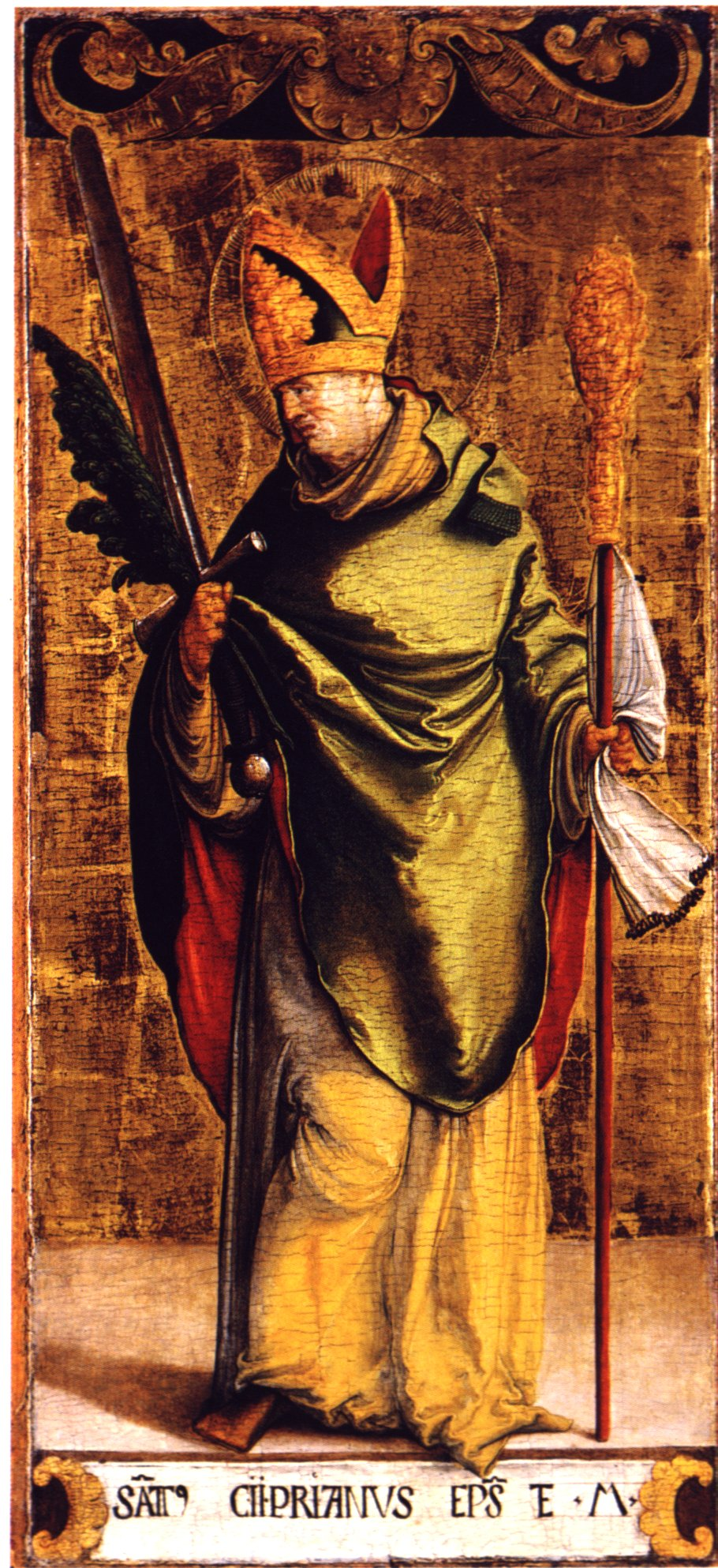
Charles le Chauve fait apporter les restes de saint Cyprien.

Charles le Simple en 916 fait transporter à Attigny des reliques de sainte Walburge et y fonde une chapelle desservie par douze chanoines. Son intention est que cette chapelle soit soumise à l’abbaye Saint-Corneille de Compiègne.
Dans une charte de Philippe Ier de France (1052-1108), nous apprenons que ce prince fait mettre le Saint-Suaire et les autres reliques de Jésus-Christ, « que Charles le Chauve avait données à l'église de Saint-Corneille, dans une châsse d'or enrichie de pierres précieuses données par la reine Mathilde d'Angleterre ; au lieu qu'auparavant elles étaient gardées dans un vase d'ivoire ».
Saint-Corneille attire les pèlerins par ses reliques, en particulier le Saint-Suaire et le voile de la Vierge.
Voltaire, dans son Dictionnaire philosophique, pense que l'abbaye Saint-Corneille possède un Saint Prépuce : « Les chrétiens ont, depuis longtemps, la circoncision en horreur ; cependant les catholiques se vantent de posséder le prépuce de notre Sauveur ; il est à Rome dans l’église de Saint-Jean de Latran, la première qu’on ait bâtie dans cette capitale ; il est aussi à Saint-Jacques-de-Compostelle en Espagne ; dans Anvers ; dans l’abbaye Saint-Corneille à Compiègne ; à Notre-Dame-de-la-Colombe, dans le diocèse de Chartres ; dans la cathédrale du Puy-en-Velai ; et dans plusieurs autres lieux ». Mais Voltaire se trompe, car la relique qui est conservée au monastère Saint-Corneille, de son temps, n'est que le couteau qui aurait servi lors de la circoncision de Jésus.

### Les huit barons fieffés

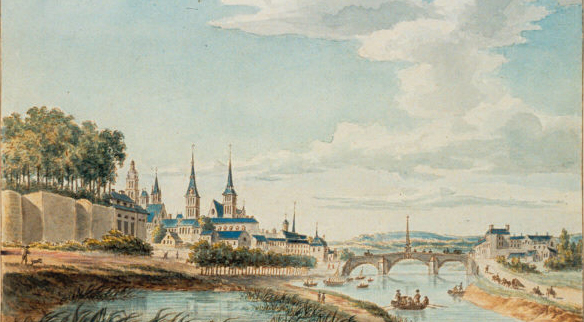
Compiègne avant la Révolution. On peut voir outre le beffroi, la tour de la monnaie et le clocher de l'église abbatiale.

Guillaume de Flogny, deuxième abbé de Saint-Corneille, obtient du roi Louis VII, l’établissement de huit fiefs, qui sont dotés de revenus et donnés à des seigneurs chargés de défendre les intérêts de l’abbaye, de garder les abbés et de les accompagner dans les cérémonies officielles. Autorisés par les capitulaires de Charlemagne, désignés dans les chartes sous les noms de feodati, casati, etc., ces fieffés ont un costume spécial et prennent presque partout le titre de baron et quelquefois celui de pair. Les huit fieffés de Saint-Corneille sont obligés de paraître effectivement à l'abbaye avec des dalmatiques ou habits bigarrés, qu'on peut regarder comme la livrée de l’abbaye.
En 1220, la sentence arbitrale de l'abbé d'Ourscamp conserve aux religieux le droit d'exercer toutes les fonctions curiales à l'égard de leurs domestiques, et même des huit fieffés, et autres sujets de l'abbaye, qui étant regardés comme dans une dépendance singulière du monastère, demeurent exempts de la juridiction de l'évêque de Soissons et des curés de Compiègne. C'est ce qui formera jusqu'à la Révolution une cure exempte dans l'intérieur de l'abbaye, appelée la cure du Crucifix.
Ces vassaux, ces huit barons ou grands fieffés existent encore en 1789 et sont toujours les jours de fêtes solennelles obligés de se tenir en costume au pied de l'autel. Le comte Coustant d’Yanville, dans son étude sur Dom François Coustant et les fêtes célébrées à Compiègne en 1744, nous parle du beau-frère de ce prieur de l'abbaye, Claude Mottet de La Motte, prévôt et baron fieffé.

### Le cimetière
Les moines et leurs proches sont certainement enterrés dans ou autour de l’église Saint-Corneille à cette période, mais le cimetière n’est signalé que sur le plan de Chandellier.

## Saint-Clément et Saint-Maurice
Outre la paroisse du Crucifix, les collégiales Saint-Clément et Saint-Maurice dépendent de l’abbaye Saint-Corneille.
En 909, Frédérune fonde, à Compiègne, une collégiale placée sous l'invocation de Saint-Clément. Elle a sans doute ses droits seigneuriaux et par suite son tribunal. En 1198, un accord est signé fait entre l'église de Saint-Corneille et celle de Saint-Clément de Compiègne. Le chapitre de Saint-Clément est soumis à celui de Saint-Corneille par décisions royales, même si cela est parfois contesté par les évêques de Soissons.

## Abbés de Saint-Corneille

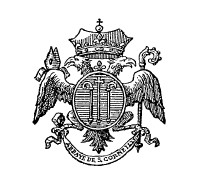
Blason de l’abbaye Saint-Corneille.

Liste des abbés de Saint-Corneille de Compiègne au diocèse de Soissons (à compléter) :
- Hincmar de Reims (876-882)
- Eudes de Deuil (1151-1152)
- Guillaume de Flogny (1152-1158)
- Richard (1197-1216)
- Jean de Méricourt (en 1263)
- Philippe de Châtillon (1270)
- Pierre de Braine (? -1277)
- Pierre du Bois-de-Lihus dit Pierre d'Estrées (1278-1304)
- Gace d'Estrées (1304-1328)
- Jean de Rouvillers (1328-1332)
- Gérard de Neuville (1333)
- Anséric de Saligny (1334-1360)
- Renaud de Fosselles (1360-?)
- Guillaume Forestier (1411- ?)
- Jean Dacier (avant 1431-1437)
- Nicolas Le Roux (1470-1483)
- Hugues II de Talaru (1499-1499) , archevêque élu de Lyon
- André d'Espinay (1499-1500), Cardinal
- Hugues II de Talaru (1500-1517)
- Christophe de Clermont
- Antoine II de Talaru (?-1535)
- Louis de Bourbon-Vendôme (1535-1546), cardinal, grand-oncle du roi[74]
- Nicolas de Pellevé (?-1552)
- François de Pisseleu (1552-1564), frère d'Anne de Pisseleu[75]
- Jacques Amyot (?-1593)
- Claude Legras
- Simon Legras

## Destination actuelle
L'ancienne abbaye Saint-Corneille abrite l'une des trois bibliothèques municipales depuis 1959. Les bâtiments, qui incluent les vestiges classés de l'abbaye et des édifices modernes, ont été fermés pour travaux, agrandissement et restauration en 2005 ; la nouvelle bibliothèque a été inaugurée le 15 décembre 2007.
Le cloître date du XIIIe siècle et a été classé monument historique le 26 octobre 1964 en même temps que les restes du clocher.
Les sous-sols du bâtiment dit de l'ancien réfectoire ont été inscrits monument historique le 28 septembre 1944.

## Galerie du diptyque de Theodorus Philoxenus Sotericus
Diptyque de Theodorus Philoxenus Sotericus (consul en 525 à Constantinople).
Ivoire d'éléphant, monture en métal doré, estampé, France, XIIIe siècle.
Réutilisé comme plat de reliure d'un manuscrit de Saint-Corneille de Compiègne (source : Bibliothèque nationale de France, département des Monnaies, Médailles et Antiques, Chab. 3266).

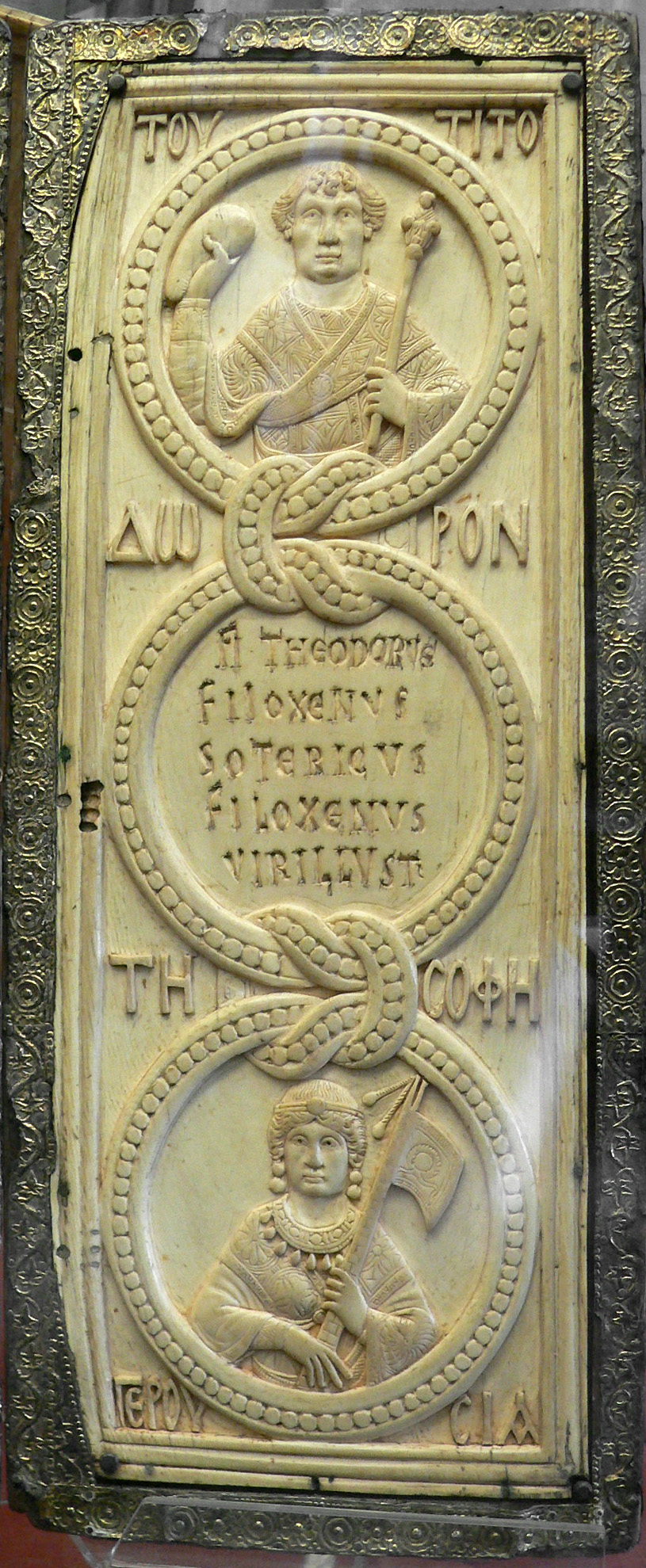
Le feuillet droit.
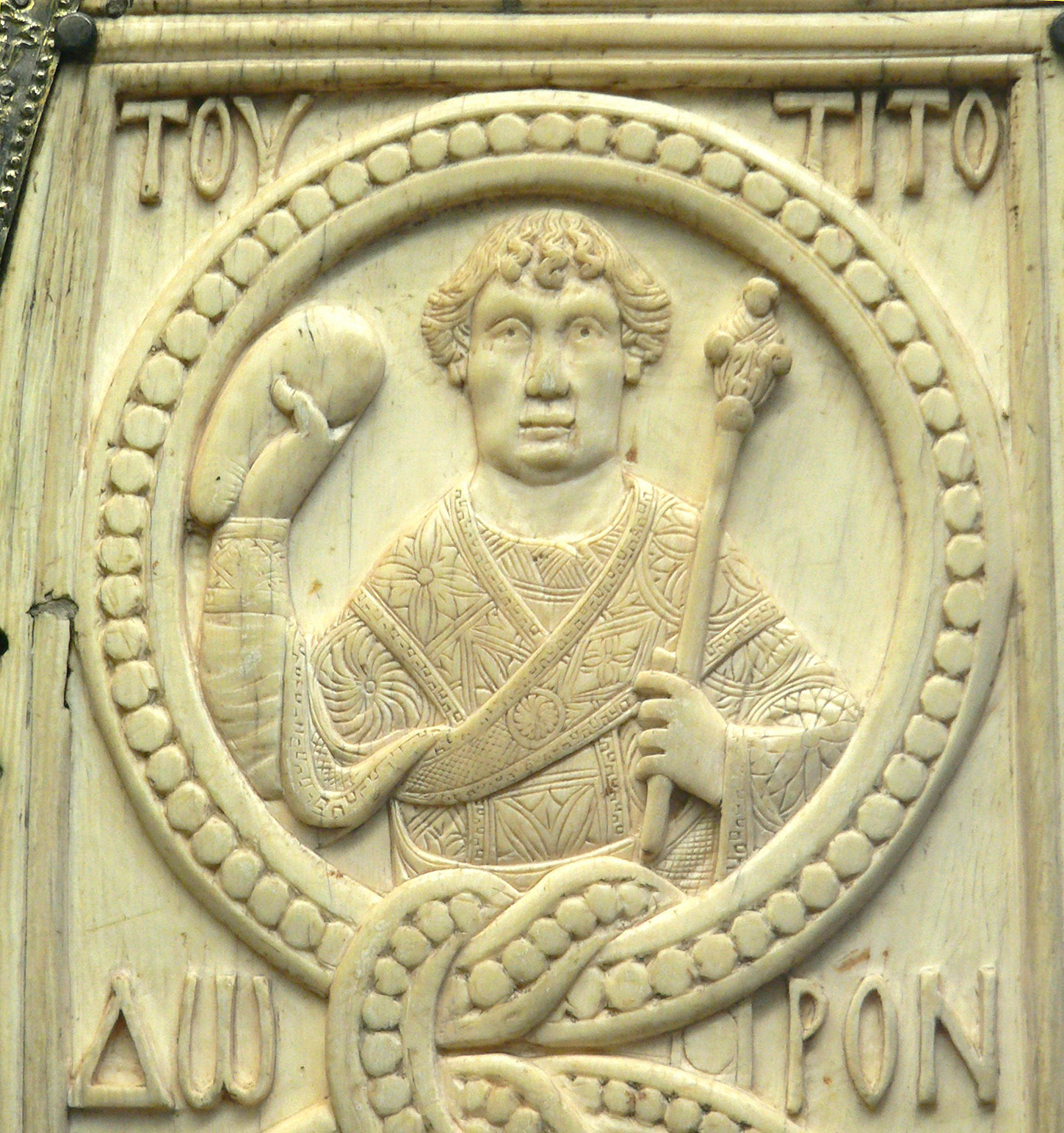
Détail du feuillet droit haut.
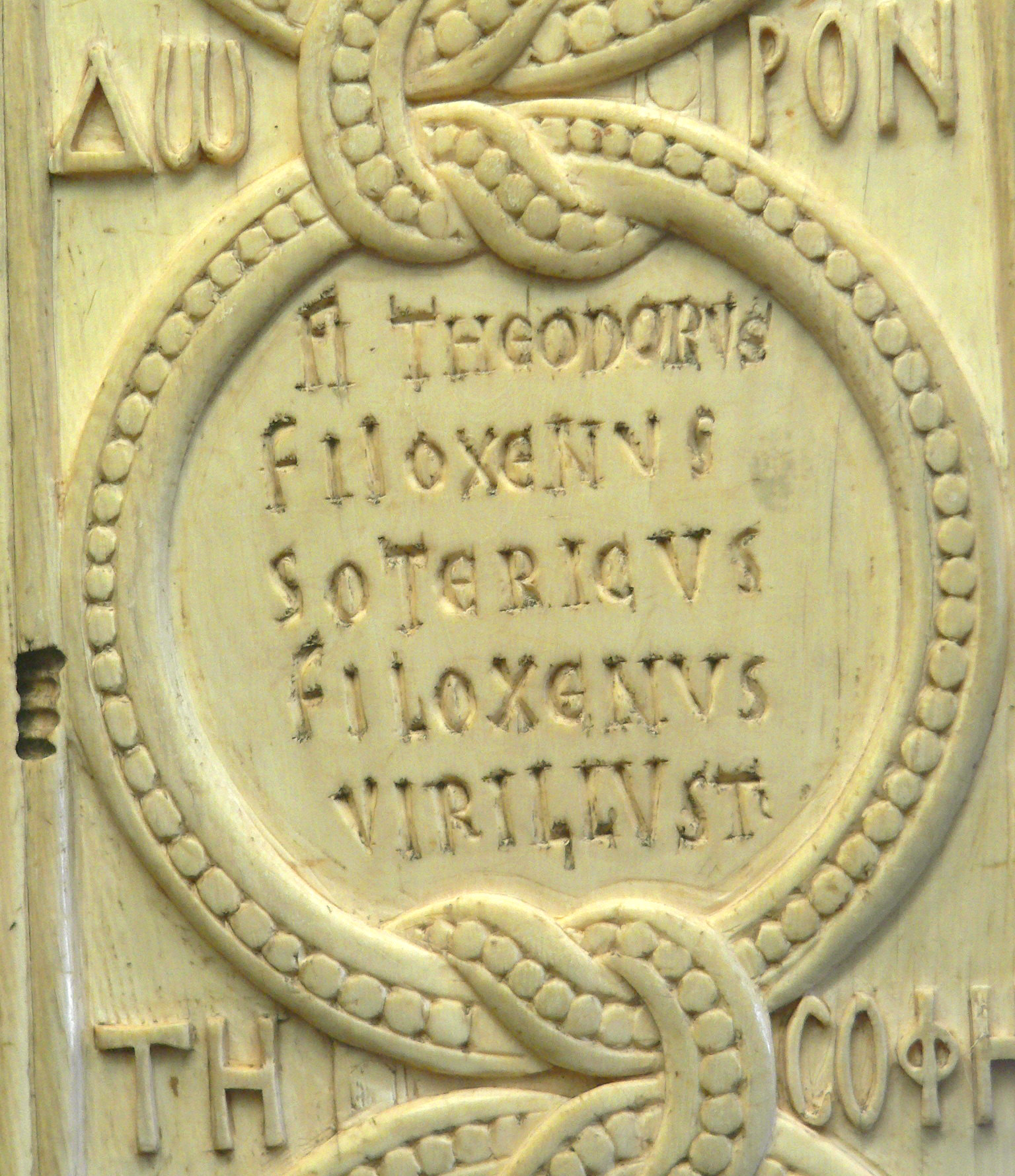
Détail du feuillet droit centre.
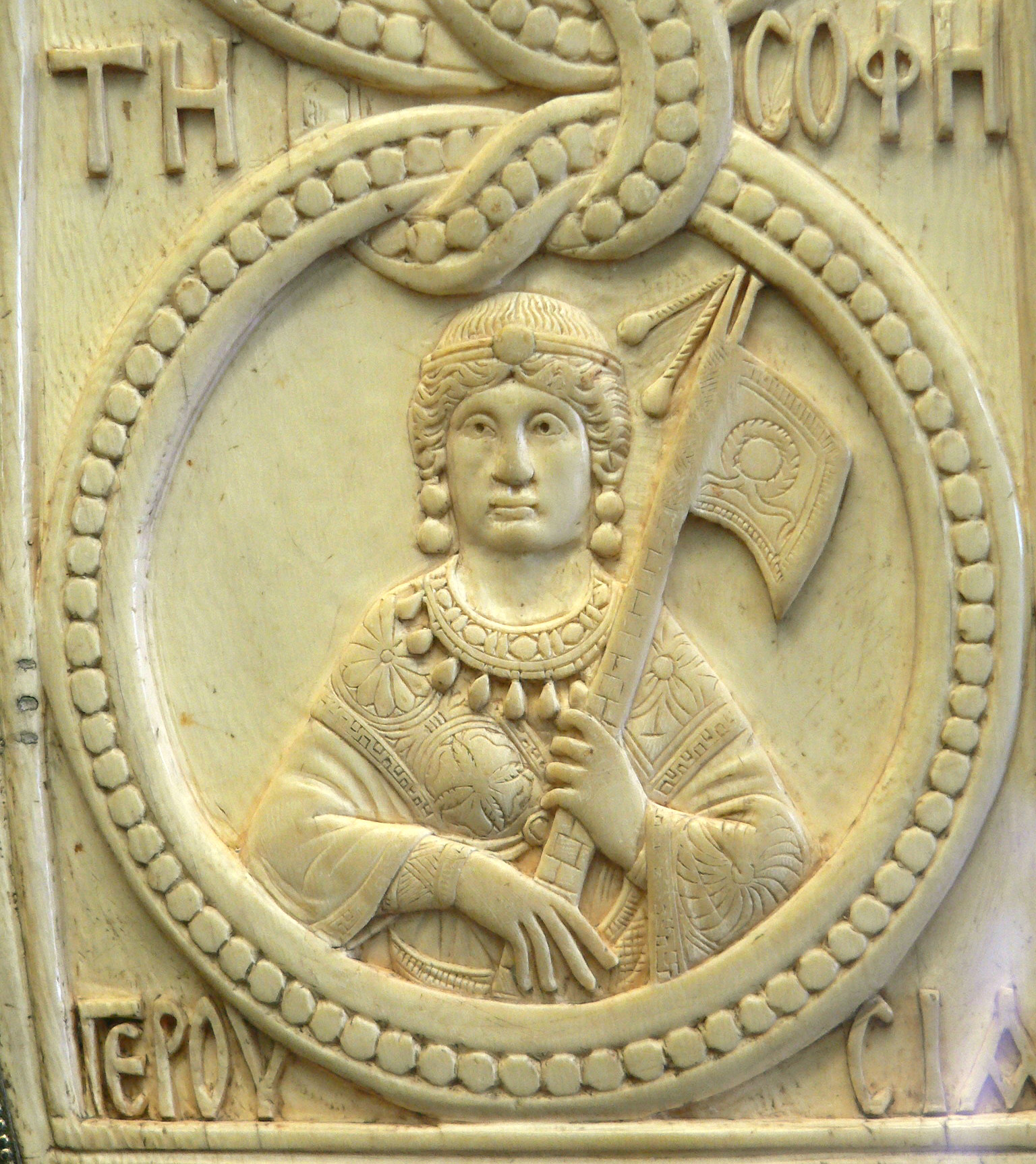
Détail du feuillet droit bas.
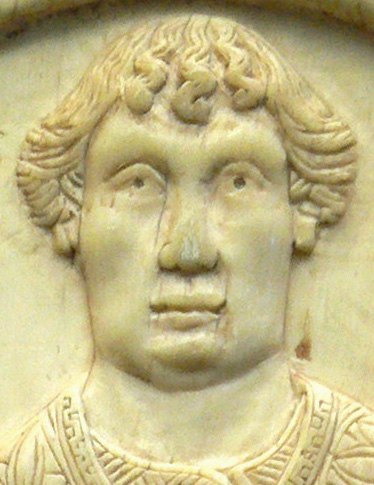
Détail du feuillet droit personnage haut.
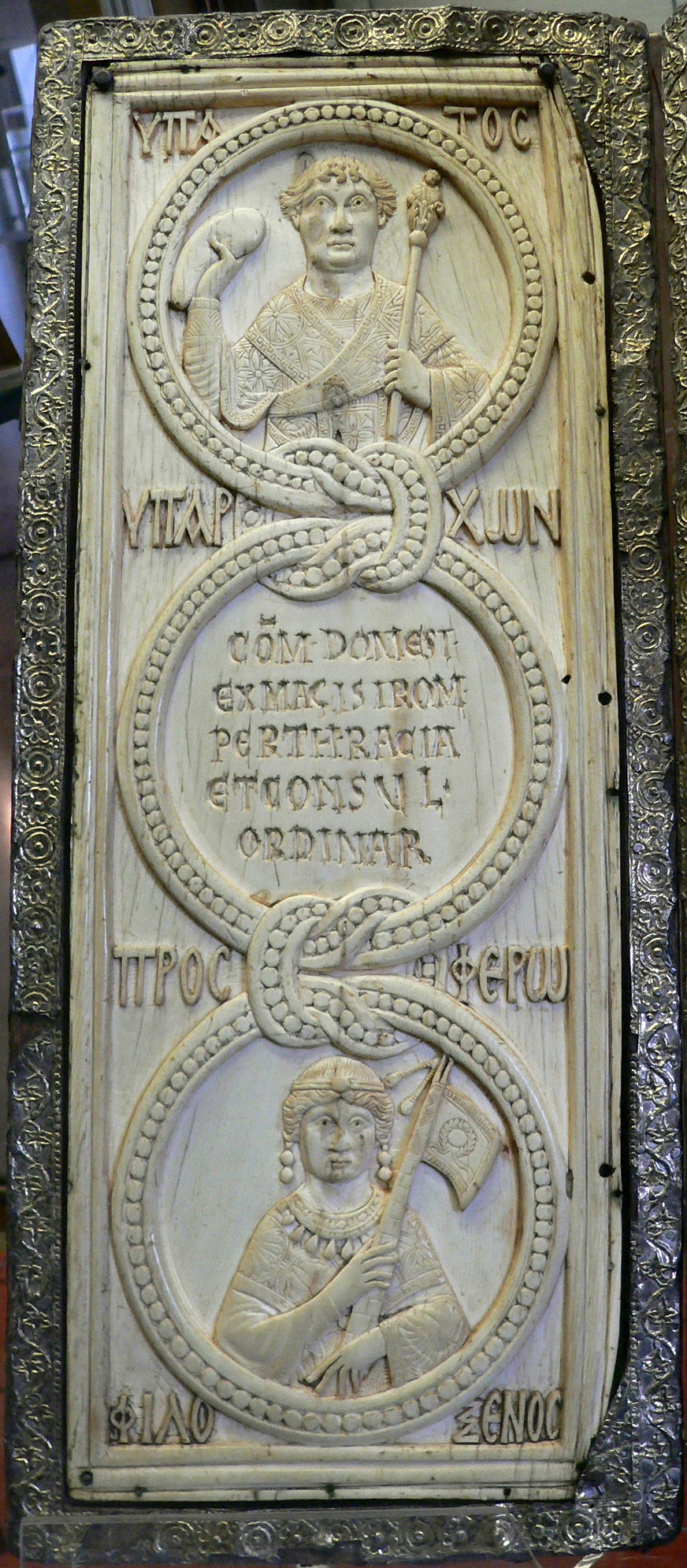
Le feuillet gauche.
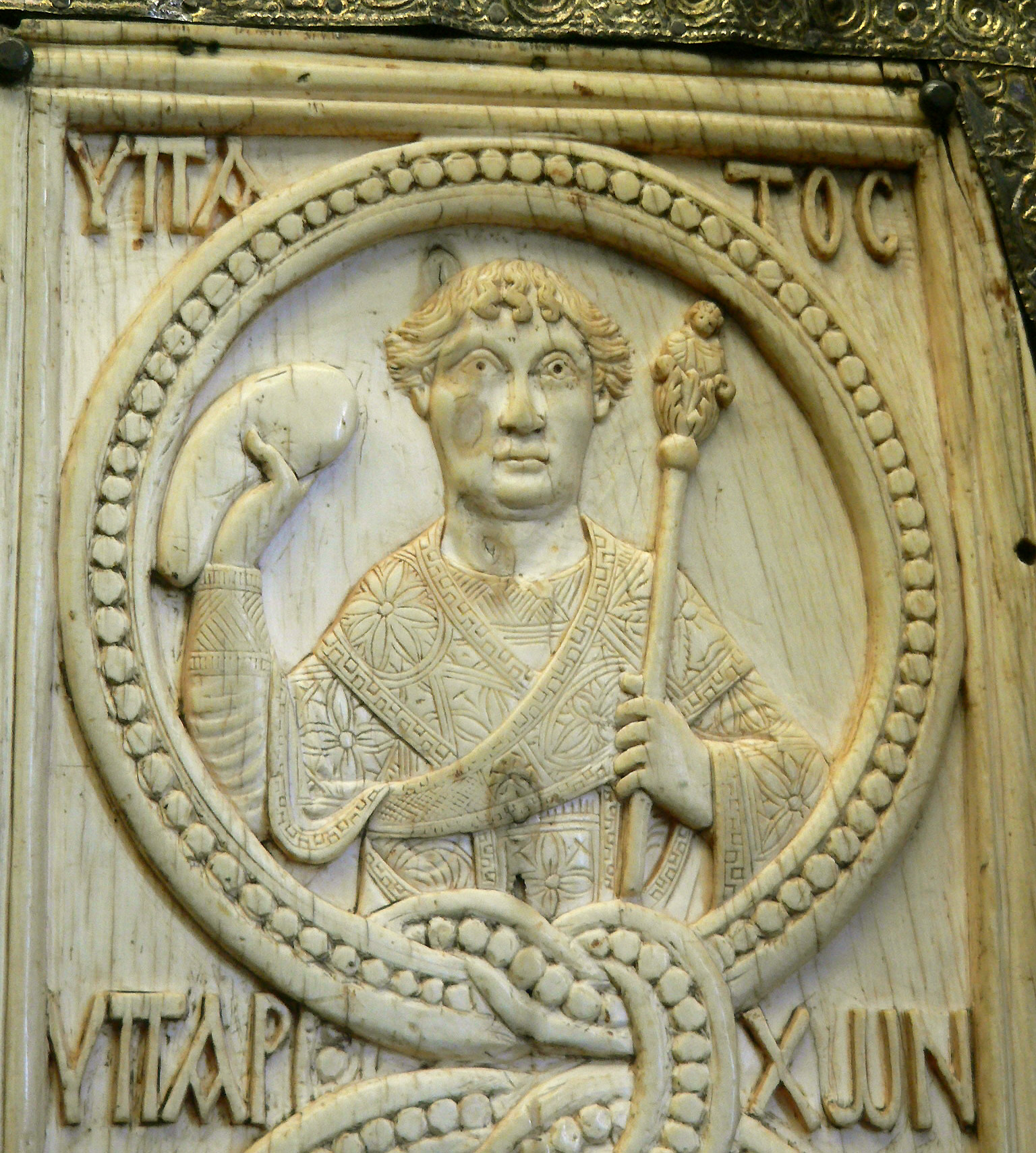
Détail du feuillet gauche haut.
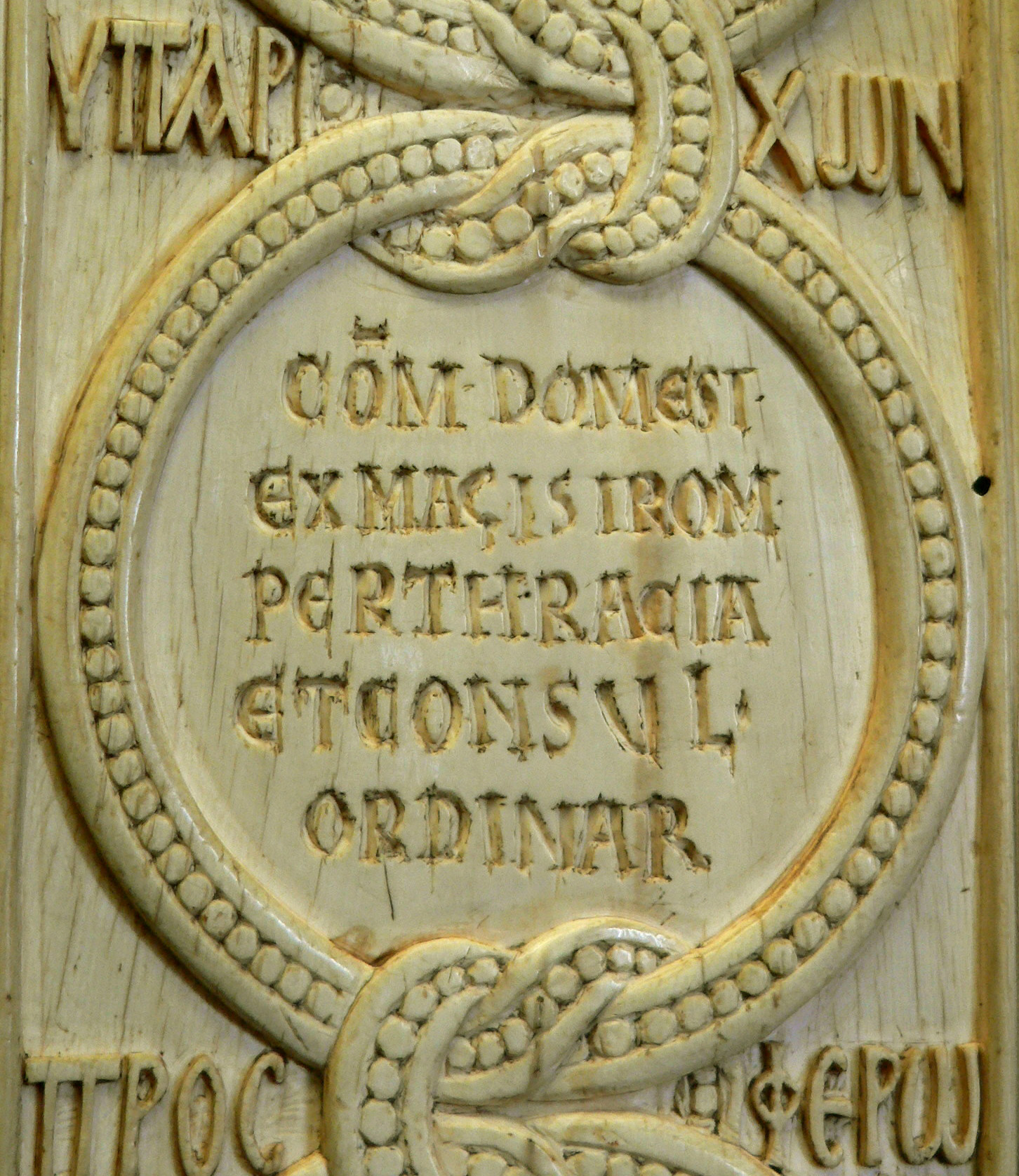
Détail du feuillet gauche centre.
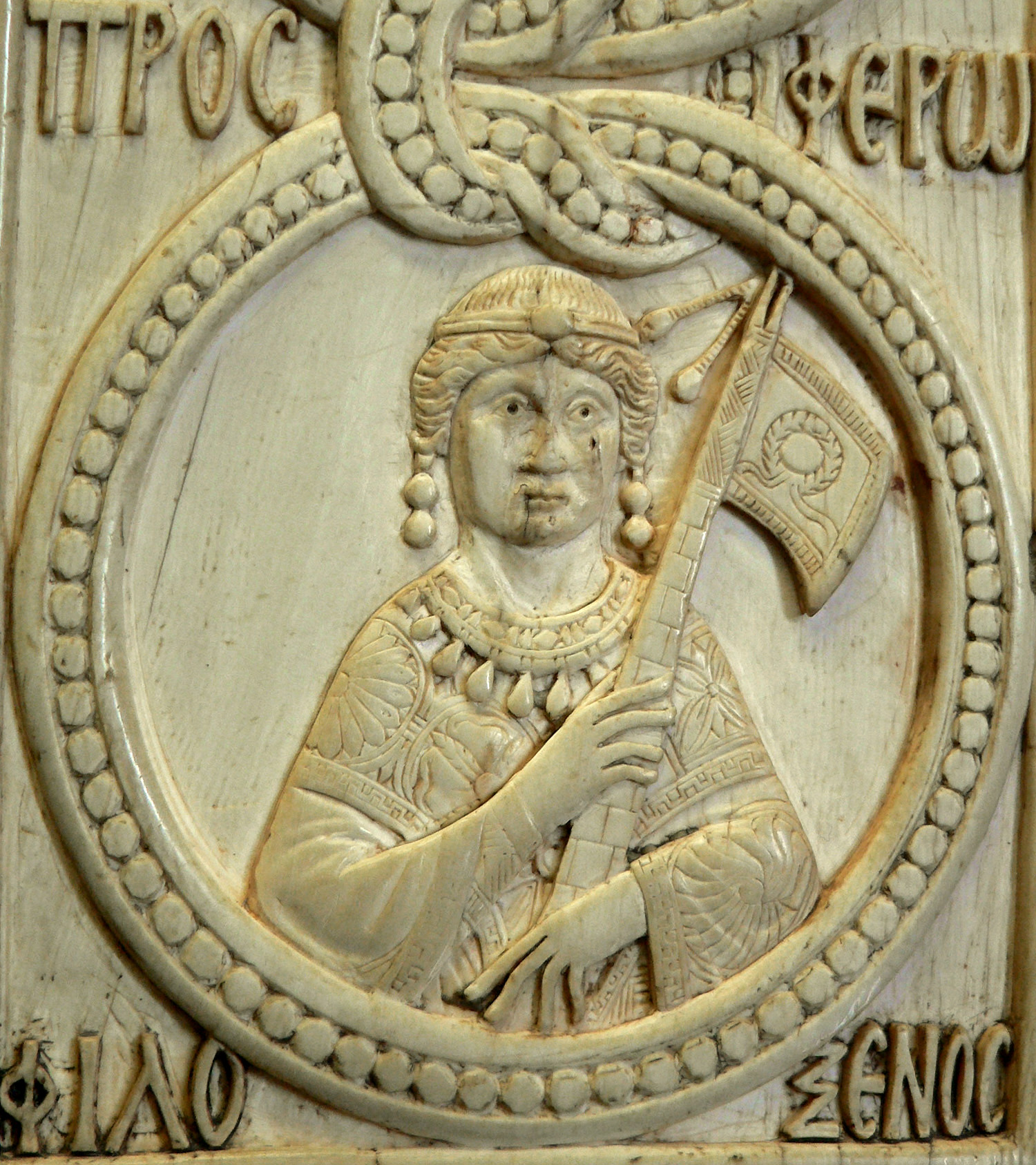
Détail du feuillet gauche bas.
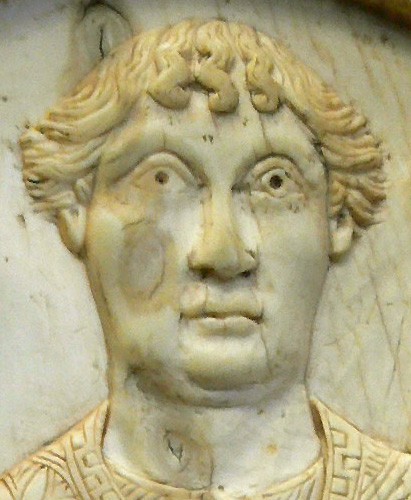
Détail du feuillet gauche personnage haut.